# Manuel Blum
Pour les articles homonymes, voir Blum.
Manuel Blum (né à Caracas le 26 avril 1938) est un informaticien américain, professeur en informatique à l'université Carnegie-Mellon. 

## Biographie
Blum a fait ses études au MIT où il a notamment fait un doctorat en mathématiques sous la direction de Marvin Minsky jusqu'en 1964.
Il a supervisé de nombreuses thèses, notamment celles de Leonard Adleman, Shafi Goldwasser, Silvio Micali, Gary L. Miller, Michael Sipser, Steven Rudich, Luis von Ahn, Umesh Vazirani et Vijay Vazirani et Moni Naor.
Il est marié à Lenore Blum.

## Travaux
Une grande partie des travaux de Blum portent sur la calculabilité et la complexité dans un cadre plus général et abstrait que le cadre habituel des machines de Turing. On peut notamment citer les axiomes de Blum (en), qui redéfinissent les notions de mesures de complexité et de classe de complexité.
Blum a aussi travaillé sur de nombreux autres sujets, comme la cryptographie (avec notamment le cryptosystème de Blum-Goldwasser), le générateur de nombres pseudo-aléatoires Blum Blum Shub et les algorithmes de sélection.
Plus récemment, en 2000, il a co-inventé avec Luis von Ahn, Nicholas Hopper et John Langford, la notion de CAPTCHA.

## Distinctions
Il a reçu le prix Turing en 1995 en reconnaissance de ses contributions aux fondements de la théorie de la complexité calculatoire et de ses applications à la cryptographie et à la vérification de programmes.